# Zaleś (powiat sokołowski)
Zaleś – wieś w Polsce położona w województwie mazowieckim, w powiecie sokołowskim, w gminie Sterdyń. Ma status sołectwa. Obok miejscowości przepływa rzeczka Buczynka, dopływ Bugu.
| SIMC    | Nazwa         | Rodzaj    |
| ------- | ------------- | --------- |
| 0690878 | Kolonia Zaleś | część wsi |

W latach 1975–1998 miejscowość należała administracyjnie do województwa siedleckiego.
Urodził się tu Aleksander Jakub Wasilewski (ur. 26 lutego 1884, zm. 12 grudnia 1944 w Ankonie, we Włoszech) – polski lekarz i działacz społeczny, polityk, poseł na Sejm w II RP.
Wierni kościoła rzymskokatolickiego należą do parafii Parafia Narodzenia Najświętszej Maryi Panny w Kosowie Lackim.